# Leandro Rinaudo
Leandro Rinaudo (* 9. Mai 1983 in Palermo) ist ein italienischer ehemaliger Fußballspieler.

## Karriere
Leandro Rinaudo lernte das Fußballspielen in der Jugend von US Palermo als Abwehrspieler. In der Saison 2002/03 wurde er zur AS Varese 1910 in die Serie C verliehen. Rinaudo absolvierte dort sieben Partien in der Meisterschaft. In der darauffolgenden Spielzeit lieh ihn der US Palermo erneut aus. Diesmal zu Salernitana Calcio in die Serie B. Er absolvierte 23 Partien und schaffte mit dem Team den Ligaerhalt. Auch in der Saison 2004/05 wurde Rinaudo wieder verliehen. Er lief in 36 Partien für die AC Cesena auf und erzielte sein erstes Tor als Profi. Danach kehrte der Verteidiger zur US Palermo zurück, wo er in der Spielzeit 2005/06 erstmals in der Serie A zum Einsatz kam. Er absolvierte zehn Partien für die Sizilianer und belegte mit dem Verein den fünften Rang in der Meisterschaft. In der darauffolgenden Spielzeit wurde Leandro Rinaudo abermals verliehen. Bei der AC Siena bestritt er 27 Spiele und erzielte ein Tor. Danach kehrte er noch ein letztes Mal nach Palermo zurück. Bis er im Sommer 2008 zum SSC Neapel transferierte, erhielt er in Palermo noch 21 Einsätze, in denen ihm zwei Treffer gelangen. Im Juni 2008 unterschrieb Rinaudo schließlich einen Fünfjahresvertrag in Napoli.
Für die Saison 2010/11 wurde Leandro Rinaudo für eine Gebühr von 600.000 Euro an Juventus Turin verliehen. Der Rekordmeister besaß am Saisonende das Recht, den Abwehrspieler für fünf Millionen Euro permanent zu verpflichten. Rinaudo konnte sich in Turin jedoch nicht durchsetzen und kehrte nach nur einem Serie-A-Einsatz für Juve zum SSC Neapel zurück.

## Erfolge
- Italienischer Pokalsieger: 2011/12